# ШВАК (кулемет)
ШВАК (рос. Шпитальный-Владимиров Авиационный Крупнокалиберный) — перший радянський крупнокаліберний авіаційний кулемет. Був прийнятий на озброєння під назвою 12,7-мм авіаційний кулемет системи Шпитального і Владімірова.

## Історія створення
У зв'язку з розвитком військової авіації у кінці 1920-х років, зі збільшенням швидкості польоту літаків і ваги корисного навантаження (як бомбардувальників, так і винищувачів), виникла необхідність у новому озброєнні. 9 лютого 1931 року вийшла постанова радянського уряду про розробку великокаліберного авіаційного кулемета калібру 12,7 мм під патрон 12,7-мм армійського кулемета ДК (Дегтярьов крупнокаліберний). Такий кулемет був спроектований С. В. Владіміровим, конструктором кулеметного КБП міста Тула.

## Технічні дані
Принцип роботи автоматики був заснований на використанні енергії порохових газів, які відводяться через отвір у каналі ствола.
Живлення 12,7-мм кулемета ШВАК проводилося спеціально розробленими патронами 12,7×108R. Патрони до кулемета ШВАК відрізнялися від патронів до кулемета ДК наявністю на гільзі виступаючого фланця (ранта, закраїни), що було необхідно через особливу систему вилучення патронів зі стрічки: за допомогою гвинтового паза, в який входили фланці гільз. Номенклатура і вигляд куль у набоїв до ШВАК збігалися з такою у набоїв до ДК. Кулі по нормалі пробивали броню товщиною 20 мм на дальності до 350 м, а БЗТ (бронебійно-запально-трасуючі) — на дальності до 300 м. Дальність горіння трассера кулі БЗТ — до 1500 м.

Кулемет ШВАК виготовлявся в криловому, турельному, синхронному та моторному варіантах. Криловий варіант призначався для установки в крилі літака, турельний варіант встановлювався в турелях, баштах і інших рухомих літакових установках.
Кулемет ШВАК виявився досить ефективною зброєю. Проте він мав ряд недоліків. Головними з них були
- Надзвичайно велика складність будови окремих вузлів, особливо механізму живлення і механізму екстракції стріляної гільзи, що створювало проблеми при розбиранні і складанні.
- Своєрідність конструкції кулемета дуже ускладнила його виробництво. Особливо велика була трудомісткість виготовлення механізму живлення і ствольної коробки.
- При порушенні нормальної роботи доступ до механізмів був украй утруднений — в окремих випадках для усунення затримок у стрільбі було потрібне часткове або навіть повне розбирання.

В 1935–1936 рр. на базі 12,7-мм кулемета ШВАК була створена 20-мм гармата ШВАК, запущена в серійне виробництво в 1936у. Через кілька місяців після цього 12,7-мм кулемет ШВАК був знятий з виробництва.